# Satyrus fulva
Satyrus fulva är en fjärilsart som beskrevs av Evans 1924. Satyrus fulva ingår i släktet Satyrus och familjen praktfjärilar. Inga underarter finns listade.